# Grad Zvečaj
Grad Zvečaj je bil strateško zelo pomembna trdnjava v srednjeveški Bosni. Njegove ruševine še danes najdemo na južni strani strme skale v dolini Vrbasa. Nahajajo se približno 10 km gorvodno od Banjaluke oziroma 40 km dolvodno od Jajca. Glede na (za takratno gradnjo) neugodno konfiguracijo terena je bil Zvečaj prostorni grad, nepravilne oblike, namensko vpet v skalnato okolje. Njegove ruševine so zanemarjene in propadajo.

## Zgodovina
Zvečaj se prvič omenja 15. januarja 1404 kot dvor vojvode Hrvoja Vukčića Hrvatinića, ko je bila z Dubrovčani podpisana zveza proti kralju Stjepanu Ostoji. Po 15 letih (15. marca 1419) je Ostojev sin tam sprejel dubrovniške poslance in jim potrdil prejšnje privilegije.
Ko je padel Ključ (1463), so Zvečaj zajeli Osmani in postavili posadko 50 janičarjev in 30 drugih vojakov, za poveljnika pa Konstantina iz Ostrovice (pisec slavne kronike). Konec istega leta ga je skupaj z nekaterimi drugimi  bosanskimi gradovi zavzel kralj Matija Korvin. Med njegovim vdorom na Balkan je 1480 se je ustavil tudi v Zvečaju. Turško-ogrska pogodba iz leta 1519 omenja tudi Zvečaj, Banja Luko in Vrbas (Orbasz; Banya Lwka, Zweczay cum castro Verbaz ), ki so pripadli kralju Ludviku II.
Osmani so 1528 Zvečaj ponovno zavzeli v času Gazi Husrev-bega, ko ga je brez odpora izročil Andrija Dresneky. Zato ga je kralj Ferdinand razglasil za izdajalca in mu odvzel posest v Požeški županiji, o čemer priča listina, podpisana 10. februarja 1528. Dokumentov o nadaljnji usodi Zvečaja do banjaluške bitke pa ni.
Zvečaj je imel izjemno pomembno vlogo v številnih obrambnih bojih okoli Banja Luke in v Bosni nasploh, vključno z veliko bitko pri  Banjaluki leta 1737.
Bitka pri Banja Luki je potekala 4. avgusta 1737 med avstrijsko vojsko in bošnjaško vojsko. Slednja je dosegla zmago. Poveljniki turške vojske v Istanbulu je naročila, da se ne upirajo avstrijski vojski, vendar je bosanski vezir Hecimoglu Ali paša (tur. Hekimoğlu Ali Paşa) sam organiziral obrambo Bosne. Sam je sklical vse stotnike in ajane na posvet v Travnik. Na Travniškem polju je razmeroma hitro zbral okoli 10.000 vojakov. Vpoklicu so se odzvali vsi kapetani v takratni bosanski vojski. Avstrijske sile so štele okoli 14.000 dobro opremljenih vojakov.
Čeprav napadeni z več smeri (od Save in Drine), so sile Ali-paše organizirale močno obrambo in v protinapadu premagali avstrijsko vojsko, ki ni mogla osvojiti Bosne naslednjih 150 let, vse do zloma Otomanskega cesarstva ali aneksije po berlinskem kongresu leta 1878.